# 唐時勳
唐時勳（？—？），中國清朝官員。乾隆五十四年（1789年），唐時勳接替張森，於台灣擔任台灣府嘉義縣知縣。掌管今嘉義縣、嘉義市、雲林縣一帶政事。同年，因故遭參革職。